# Tolosa Club de Fútbol
El Tolosa Club de Fútbol es un club polideportivo de la ciudad de Tolosa en Guipúzcoa, España. Fue fundado en 1922 como club de fútbol, aunque en la actualidad esta no es más que una de las secciones deportivas del club que engloba también secciones de atletismo, montaña, balonmano, ciclismo, gimnasia rítmica, pelota vasca y tenis.
El equipo de fútbol juega actualmente en la Tercera División de España.

## Historia
Fue fundado en 1922 como Tolosa Sport Club.
Cuando se creó la Liga Española de Fútbol en 1928, el Tolosa fue uno de los diez equipos incluidos en la entonces llamada Segunda División B, que era el tercer escalafón de la entonces recién creada Liga. El Tolosa fue ubicado en esta categoría por ser entonces el tercer equipo en importancia del campeonato regional de la provincia de Guipúzcoa, por detrás de los potentes Real Sociedad de Fútbol y Real Unión de Irún.
En aquella temporada de 1928-29 el Tolosa quedó octavo (de diez equipos) en la categoría. Al finalizar la temporada se llevó a cabo una reorganización de la Segunda División que quedó limitada a un grupo y el Tolosa quedó fuera de la categoría. Tampoco participaría al año siguiente en la recién creada Tercera División Española.
En 1930-31 sí participaría en la Tercera División, al igual que en la temporada 1932-33. Desde entonces la Tercera División ha sido el techo de este modesto club que no ha vuelto a superar dicha categoría durante el resto de su historia. A lo largo de ella, el Tolosa ha oscilado entre la Tercera División y las categorías regionales.
Las estancias del Tolosa en Tercera han sido entre 1943 y 1948, entre 1957 y 1964, las temporadas 1966-67, 1969-70 y 1973-74, entre 1977 y 1995 y finalmente entre 1997 y 2000. En 2005 recuperó la categoría y esta última temporada de su retorno a la Tercera ha logrado mantenerse en ella.
Después de la guerra civil española se vio obligado a cambiar su nombre por Tolosa Club de Fútbol, denominación que conserva hasta la actualidad.
En 1997 el club celebró su 75.º aniversario.
Por el Tolosa CF han pasado varios jugadores destacados:
- Años 20: Cholín. Fichó por la Real Sociedad y llegó a ser internacional con la selección española.
- Años 20: Isidro Lángara. Fichado con 18 años por el Real Oviedo en 1930. Máximo goleador de la Liga Española en las temporadas 33-34, 34-35 y 35-36. Internacional en 12 ocasiones con diecisiete goles marcados. Mundial de Italia 1934. Jugó en San Lorenzo de Almagro (Argentina), siendo máximo goleador en la temporada 39-40. Fue también máximo goleador de la liga mexicana.
- Años 70: Perico Alonso. Jugó en la Real Sociedad, FC Barcelona y CE Sabadell. Fue 20 veces internacional.
- Años 80: Lorenzo Juarros. Estuvo en las categorías inferiores del Tolosa CF. Jugó en la Real Sociedad, Athletic Club y Real Burgos. Disputó más de 400 partidos en la Primera División Española.
- Años 90: Igor Jauregi. Comenzó su carrera en el Tolosa CF y llegó a jugar durante varias temporadas en la Sociedad Deportiva Eibar y en la Real Sociedad de Fútbol. Formó parte del equipo subcampeón de Liga de la Real en la temporada 2002-03.

## Uniforme
Juega con camiseta, pantalón y medias azules.

## Estadio
Estadio de Berazubi en Tolosa. Actualmente tiene capacidad para 3000 espectadores. El estadio ha sido sede de los campeonatos de España de Atletismo en 8 ocasiones, aunque la última de ellas se disputó en 1959. Fue el primer estadio que se construyó (1922) en territorio español tal y como dice en el monumento que está a la entrada. El edificio fue reformado en 1972.

## Datos del club
- Temporadas en 1.ª: 0
- Temporadas en 2.ª: 1
- Temporadas en 2.ª B: 0
- Temporadas en 3.ª: 42
- Mejor puesto en la liga: 8.º (2.ª, temporada 1928-29)

## Jugadores
- Datos: Q846966